# Musée de Vierzon

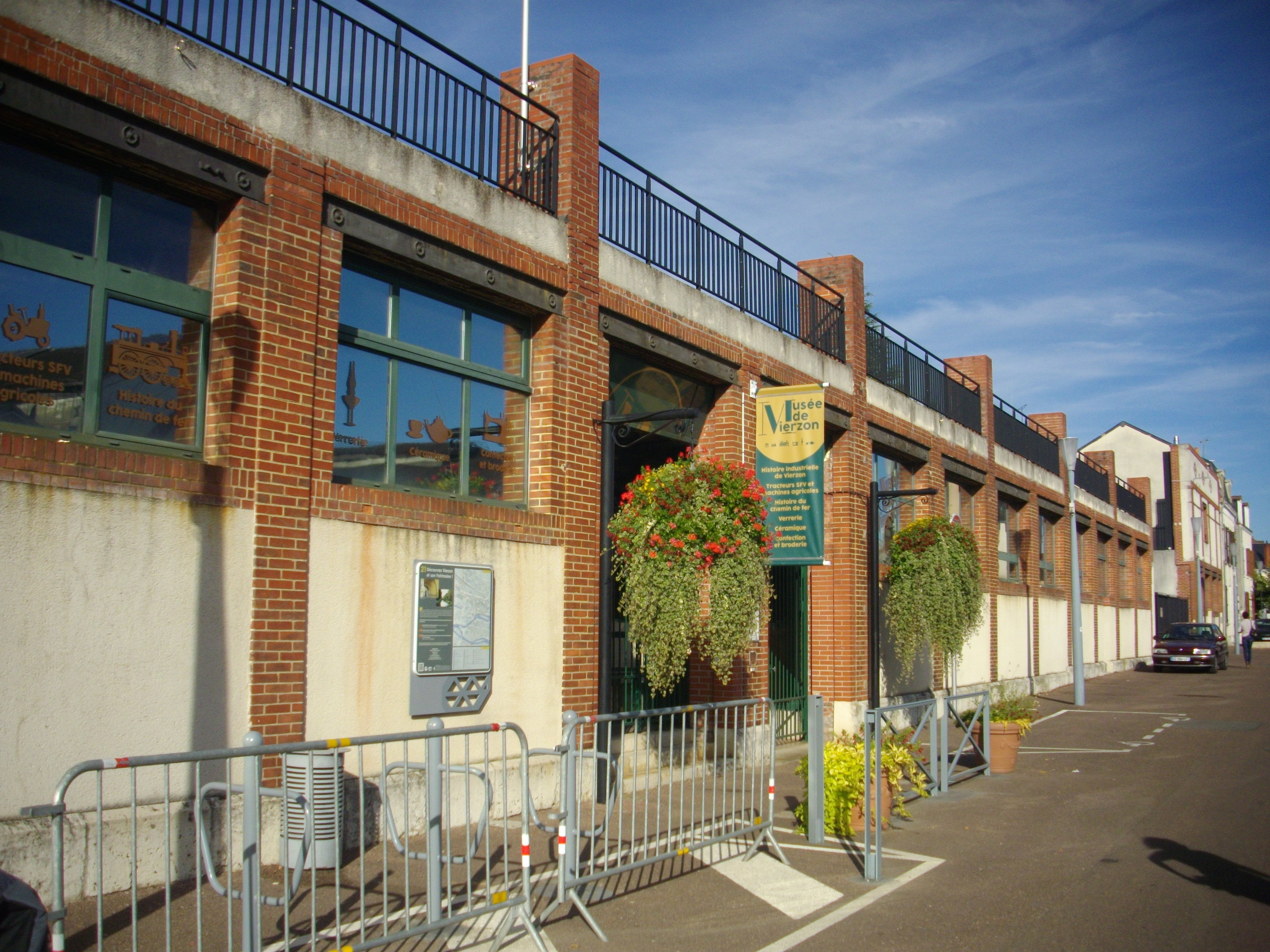
Das Museumsgebäude

Das Musée de Vierzon ist ein industriegeschichtliches Museum in Vierzon im französischen Département Cher. Es hat den Status eines Musée de France.

## Geschichte
Vierzon entwickelte sich im 19. Jahrhundert zu einem bedeutenden Industriestandort, nicht zuletzt dank des Anschlusses an das Eisenbahnnetz im Jahr 1847. Bis heute ist die Stadt ein wichtiger Bahnknoten geblieben. Der gelernte Schreiner Célestin Gérard eröffnete schon 1848 in der Nähe des Bahnhofs einen Betrieb für landwirtschaftliche Maschinen. Ihm folgten weitere Unternehmen dieses Sektors. Bis in die erste Hälfte des 20. Jahrhunderts blieb Vierzon ein bedeutendes Zentrum für die Herstellung von Traktoren, Dreschmaschinen und Lokomobilen. Die Traktoren-Marke Société Française de Vierzon war landesweit bekannt. 1964 wurde der Betrieb eingestellt.
Einen weiteren Produktionsschwerpunkt in der Stadt bildeten die Glas-, Porzellan- und Steingutfabrikation. Anfang des 20. Jahrhunderts gab es in Vierzon alleine zehn Porzellanfabriken.

## Ausstellung
Das Museum mit einer Ausstellungsfläche von über 600 m² ist in einem ehemaligen Industriekomplex der Société Française untergebracht. Thematischer Schwerpunkt ist die Industrie- und Eisenbahngeschichte der Stadt im 19. und 20. Jahrhundert. Neben einer Vielzahl von Bahnutensilien (Werkzeug, Lampen, Zeichnungen, Plakate, Modelle) aus der Sammlung von Raymond Laumônier, dem 2010 verstorbenen früheren Leiter des Bahndepots, sowie Produkten der lokalen Maschinenbauindustrie wird ein umfangreicher Bestand an Glas- und Porzellanwaren und geflammtem Steinzeug gezeigt. Ein besonderer Bereich ist der Geschichte des Lycée Henri-Brisson gewidmet.